# Tutupaca
 Coordenadas : formato inválido
Tutupaca é um vulcão na região de Tacna no Peru. Ele pertence à parte peruana da Zona Vulcânica Central, um dos vários cinturões vulcânicos dos Andes. Tutupaca é composto, na realidade, por três vulcões sobrepostos, formados por fluxos de lava e domos de lava feitos de andesito e dacito, que por sua vez cresceram em cima de rochas vulcânicas mais antigas. O mais alto desses três vulcões é comumente descrito como tendo 5815 m de altitude e fora coberto por gelo no passado.
Vários vulcões no Peru têm estado ativos recententemente, incluindo Tutupaca. Esse vulcanismo é causado pela subducção da Placa de Nazca sob a Placa Sul-Americana. Um desses vulcões sofreu um colapso registrado durante a história humana recente, provavelmente em 1802, provocando uma avalanche de destroços com um volume que provavelmente excedeu 0,6-0,8 km3 e um fluxo piroclástico. A erupção associada esteve entre as maiores já registradas historicamente no Peru. O vulcão tornara-se ativo por volta de 700 mil anos atrás, e a atividade continuou até o Holoceno, mas o fato de haverem ou não erupções históricas não era inicialmente claro; ao invés disso, algumas erupções eram atribuídas ao vulcão Yucamane, menos erodido. O governo Peruano planeja monitorar o vulcão para atividade vulcânica futura. Tutupaca possui manifestações geotermais com fumarolas e fontes termais.

## Tradição oral
O povo em Candarave considerava Tutupaca como uma montanha "ruim", enquanto que Yucamane era uma montanha "boa"; isso pode refletir no fato de que Tutupaca teve erupções vulcânicas recentes. O geógrafo peruano Mateo Paz Soldán dedicou uma ode a Tutupaca.

## Geologia e geomorfologia
Tutupaca está a 25–30 km ao norte da cidade de Candarave na região de Tacna no Peru. O Lago Suches está a norte do vulcão, e dois rios fluem por perto: o Rio Callazas, que flui da direção leste para o norte do vulcão, e então para o sul além do flanco leste de Tutupaca; e o Rio Tacalaya, cujo fluxo ocorre em direção ao sul ao longo do flanco oeste de Tutupaca. O clima local é frio, e o terreno é rochoso, com pouca vegetação. Durante a temporada úmida, a montanha fica coberta por neve, e a água derretida do Tutupaca e de outras montanhas regionais é uma fonte importante de água para os rios na região.
Tutupaca consiste de dois complexos vulcânicos: um complexo mais velho que está altamente erodido, e dois picos ao norte que se formaram mais recentemente. Destes, o pico leste  ("Tutupaca oriental") é composto por vários domos de lava, presumidamente do Holoceno, e tem 5790 m de altitude, enquanto o do oeste ("Tutupaca ocidental") é composto por domos de lava, fluxos de lava e depósitos de erupções plinianas da era do Pleistoceno, alcançando uma altitude de  5815 m. O Programa Global de Vulcanismo fornece altitudes de 5753 m para o cume oriental e 5801 m para o cume ocidental. O último é o mais alto ponto de Tutupaca.
A base na qual Tutupaca encontra-se está a elevações entre 4400 m a 4600 m e o vulcão cobre uma área superficial de aproximadamente 150–170 km2. O complexo mais velho é formado principalmente por fluxos de lava, que durante o Pleistoceno foram erodidos por geleiras que formaram morenas espessas de até 100 m e vales glaciares em forma de "U". Circos e morenas são também encontrados no cume ocidental, e camadas de piroclastos estendem-se à oeste do vulcão. O complexo mais velho, que contém domos de lava na forma de pequenos morros na sua parte austral, foi a fonte do ignimbrito que cobre as partes oeste e sul do vulcão. Foram identificados fluxos de lava posteriores à cobertura de geleiras que emanam de uma fonte localizada entre os dois picos.

### Composição
O complexo mais velho e Tutupaca ocidental eruptiram andesito e dacito, enquanto Tutupaca oriental produziu somente dacito. Traquiandesito e traquito também estão presentes. As rochas vulcânicas entraram em erupção durante o Holoceno definem uma composição cálcio-alcalino rica em potássio. Dacitos do Tutupaca oriental contêm anfíbola, apatita, biotita, clinopiroxênios, óxidos de ferro-titânio, ortopiroxênios, plagioclase, quartzo, e esfeno. Depósitos de enxofre na forma elementar foram identificados em Tutupaca e um mapa de 1996 do vulcão mostra uma mina de enxofre no seu flanco sudeste.

### Colapso de setores
Um anfiteatro de erosão de 1 km de largura no Tutupaca oriental, aberto para o nordeste, foi formado por um grande colapso do vulcão. Domos vulcânicos do jovem Tutupaca, assim como lavas altamente alteradas do complexo mais antigo, estão expostos dentro da cicatriz do colapso, que é a origem de um depósito de avalanche de detritos de 6 a 8 km de comprimento. O depósito é encontrado principalmente dentro dos vales glaciais e é intercalado pelo fluxo piroclástico de Paipatja, que divide os detritos em duas unidades. O fluxo piroclástico atinge tanto o Lago Suches, a norte do vulcão, e o Rio Callazas, a leste.
As duas unidades da avalanche de detritos são distinguidas pela sua aparência. Uma possui colinas de 100 a 200 metros de comprimento, como é típico para avalanches de detritos vulcânicos, enquanto a outra possui cumes que variam em comprimento de 100 a 150 metros. Esses cumes foram observados em outros depósitos de colapso tais como no vulcão Shiveluch na Rússia, e tem sido explicados por processos de separação que ocorrem dentro dos fluxos granulares. As diferenças entre as duas unidades aparentam ser devidas ao fato de que a primeira foi formada a partir da parte basal de Tutupaca, enquanto que a segunda foi formada pelos domos vulcânicos mais recentes do vulcão oriental e formou um fluxo granular.
O colapso possivelmente começou no sistema hidrotermal do vulcão e progrediu de modo a afetar um crescente domo de lava, com um volume total que provavelmente excedeu 0,6-0,8 km3. A área total de superfície coberta pelo colapso é de cerca de 12 a 13 km2. Esse colapso não foi o primeiro na história do Tutupaca: um colapso mais antigo ocorreu nos flancos sudeste-leste do vulcão. Esses grandes colapsos de vulcões ocorreram em tempo histórico no Monte Bandai em 1888 e no Monte Santa Helena em 1980; eles podem produzir grandes avalanches de detritos.

### Contexto geológico
Fora da costa do Peru, a Placa de Nazca subduz a uma taxa de 5 a 6 cm por ano para baixo da Placa Sul-Americana, causando vulcanismo em três dos quatro cinturões vulcânicos dos Andes, incluindo a Zona Vulcânica Central em que o Tutupaca está localizado. Outros vulcões Peruanos incluem o Sara Sara, o Solimana, o Coropuna, o campo vulcânico de Andagua, Ampato-Sabancaya, Chachani, Ubinas, Ticsani, Yucamane, e Casiri. Durante o tempo histórico, grandes erupções ocorreram no Peru em El Misti, há 2000 anos, e em Huaynaputina em 1600, sendo que o último causou 1500 fatalidades e perturbou o clima do planeta Terra.
A base da região consiste de sedimentos mesozoicos dobrados e cobertura vulcânica e sedimentar do período Cenozoico que por sua vez cobre as rochas Mesozoicas. Há muitos alinhamentos e falhas tectônicos que estavam ativos no período Terciário; um destes cruza o Tutupaca de norte a sul, e outros influenciam as posições das características geotermais. O complexo de ignimbrito de Huaylillas sustenta alguns dos centros vulcânicos, que incluem um primeiro conjunto de vulcões erodidos que estavam ativos entre 8,4-5 e 4-2 milhões de anos atrás, principalmente fluxos de lava em erupção. Tais vulcões foram sucedidos por um segundo conjunto de vulcões que estavam em maioria ativos com fluxos de lava, como Casiri, Tutupaca, e Yucamane. Uma terceira fase formou domos vulcânicos de dacito como Purupuruni, a cerca de 100 mil anos atrás. Outros estratovulcões mais velhos são encontrados em Tutupaca e estão altamente erodidos por geleiras.

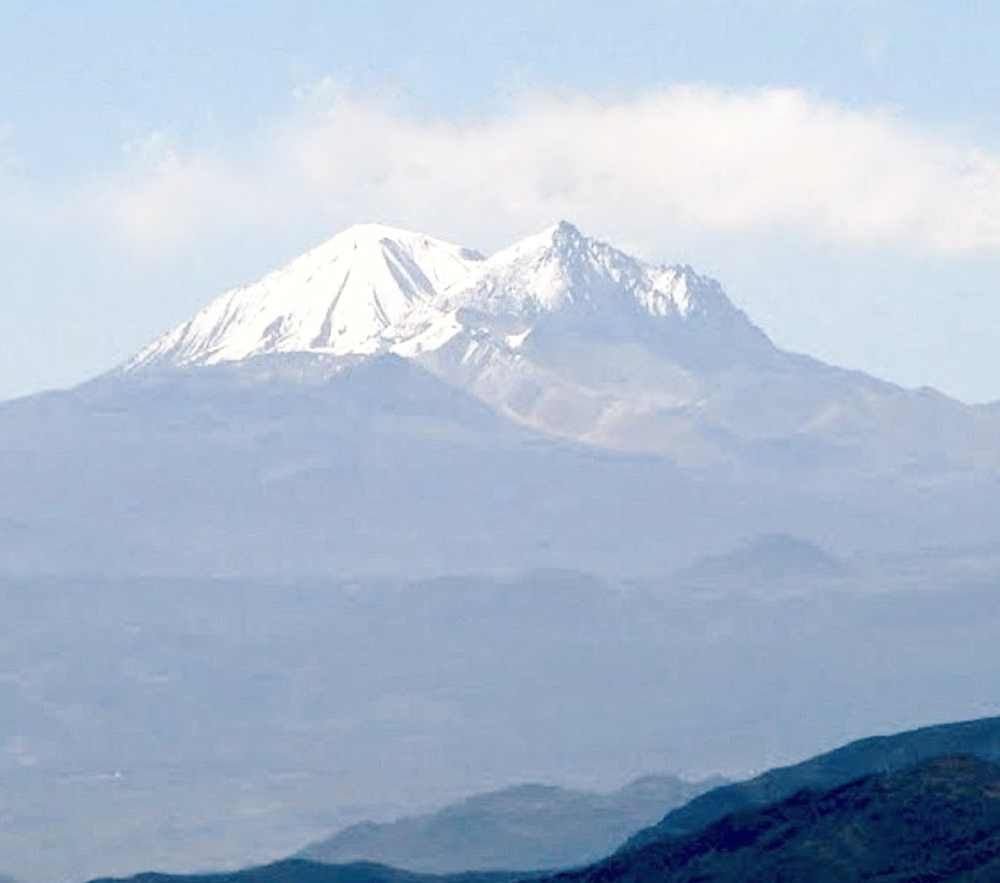
Vulcão Tutupaca

## Clima e vegetação
A maioria dos vulcões na Zona Vulcânica Central estão localizados a elevações maiores de 4000 m, onde o clima é frio com frequentes congelamentos. A maioria dos eventos de precipitação ocorre entre Janeiro e Março; em Tutupaca, a chuva acumulada é de 200–560 mm por ano. Na Cordilheira Ocidental, altitudes entre 3500 e 3900 m são dominados por vegetação composta por cactus, ervas, grama de penas peruana, e yaretas, mas também por líquens e musgos. Zonas úmidass, chamadas de bofedales, apresentam uma diversidade de vida vegetal. Acima de altitudes de 4000 m, a vida vegetal diminui e, entre 2003-2012, foi constatada neve perpétua a altitudes a partir de 5800 m.

## Histórico de erupções
O Tutupaca tem cerca de 700 mil anos. O complexo mais antigo esteve ativo, em um primeiro momento, com fluxos de lava e, posteriormente, com uma grande e explosiva erupção. Os pequenos domos de lava nesse complexo mais antigo foram datados em 260 ± 200 mil anos atrás. A atividade vulcânica continuou até o Holoceno, e o vulcão é considerado potencialmente ativo. Atualmente, fumarolas surgem no cume do Tutupaca.
Há relatos de erupções em 1780, 1787, 1802, 1862 e 1902, corroborados por datas obtidas por datação por radiocarbono, mostrando que houve erupções durante esse período. Alguns autores acreditavam que o vulcão Yucamane era a fonte mais provável dessas erupções, mas Samaniego 2015 et al. mostraram que a última erupção do Yucumane ocorreu a 3000 anos atrás, implicando que as erupções relatadas, especialmente os eventos de 1802 e 1787, mais provavelmente ocorreram em Tutupaca.
O colapso do setor do Tutupaca oriental foi acompanhado por uma erupção que esteve entre as maiores da história do Peru, atingindo um Índice de Explosividade Vulcânica de 3 ou 4. Crônicas contemporâneas documentam queda de cinzas tão longe quanto 165 km ao sul, em Arica. O colapso foi datado entre 1731–1802 com alta probabilidade e acredita-se que esteja associado com a erupção de 1802. Pouco antes do colapso, um fluxo piroclástico sofreu erupção a partir do vulcão, provavelmente como consequência do colapso do domo vulcânico. Ele formou um depósito no flanco leste de Tutupaca, que alcança uma espessura de 6 m. A erupção anterior pode ter desestabilizado o vulcão e causado o colapso principal, que também provocou o fluxo piroclástico de Paipatja. A área era pouco habitada à época e, pois, o impacto da erupção foi pequeno.

### Perigos
Com base na história de Tutupaca, uma futura erupção pode ser considerada quando a atividade renovada causar outro colapso do vulcão. Neste caso, cerca de 8 a 10 mil pessoas, assim como infraestruturas vizinhas de energia geotermal e de mineração, estariam em perigo. Algumas cidades pequenas, barragens, alguns canais de irrigação, e as duas estradas Ilo-Desaguadero e Tacna-Tarata-Candarave também estariam vulneráveis. Dentre outros perigos estão rochas balísticas, fluxos piroclásticos, avalanches de escória, chuvas de cinzas e de púmices, gás vulcânico e lahars.
O Instituto Geológico, Minero y Metalúrgico (INGEMMET) publicou um mapa vulcânico de ameaça para o Tutupaca, mas o vulcão em si não foi monitorado, já que não está ativo. Em 2017, Tutupaca foi identificado como um dos vulcões a serem monitorados pelo futuro Observatório de Vulcões ao Sul do Peru. Isso implicaria na vigilância de atividade sísmica, de mudanças na composição dos gases das fumarolas e deformações dos vulcões, e vídeo em tempo real. Esse projeto, com orçamento estimado em 18,5 milhões de sóis peruanos e que envolve a construção de trinta estações de monitoramento e do observatório principal no distrito de Sachaca, estava programado para entrar em operação no início de 2019.

### Atividade geotermal
Tutupaca também é o nome de um campo geotermal nas vizinhanças do vulcão, que também inclui as áreas de Azufre Chico, Azufre Grande, Rio Callazas, Pampa Turun Turun, e Rio Tacalaya; eles fazem parte do mesmo sistema geotermal cuja temperatura ao fundo é mais alta que 200 °C. Os campos possuem fumarolas, gêiseres, piscinas de lama e ocorrências de enxofre, tanto na forma sólida como na forma de gás sulfeto de hidrogênio, além de depósitos de geiserito e travertino. Fontes termais ao pé do vulcão Tutupaca descarregam água nos rios.
Tutupaca foi mencionado como um potencial sítio de geração de energia geotérmica. Em 2013, a empresa canadense Alterra Power e a filipina Energy Development Corporation desenvolveram um empreendimento conjunto para trabalhar em um projeto de energia geotérmica em Tutupaca. Apesar disso, o trabalho em Tutupaca não havia começado já em outubro de 2014.